# Галилео (свемирска сонда)
Галилео (енгл. Galileo spacecraft) је била истраживачка свемирска сонда агенције NASA која је проучавала Јупитер и његове природне сателите. Сонда је добила име по астроному из 16. века Галилеу Галилеју, а састојала се од орбитера и сонде припремљене да уђе у Јупитерову атмосферу. Летелица је лансирана 18. октобра 1989. у оквиру мисије STS-34 спејс-шатла Атлантис, а до Јупитера је стигла 7. децембра 1995. и постала прва летелица која је орбитирала око Јупитера. Испитивала је Јупитерову атмосферу, открила доста мањих Јупитерових сателита, и снимила удар комете Шумејкер-Ливи 9.
Сонда је забележила састав атмосфере и огромне облаке амонијака, као и вулканску активност на Јупитеровом сателиту Ио. Подаци које је Галилео сакупио подржавају теорију да се испод ледене површине на Европи налази океан течне воде и да је могуће да на сателитима Ганимед и Калисто такође постоји слој течне воде испод површине. Орбитер је показао да Јупитер има танке прстенове налик на Сатурнове који се састоје од прашине која је настала приликом удара мањих астероида у четири Галилејева сателита. Прецизна слика структуре Јупитерове магнетосфере је такође добијена.
Дана 21. септембра 2003. године, након 14 година проведених у свемиру, и 8 година у испитивању Јупитера и његових сателита, Галилејева мисија је окончана слањем орбитера у Јупитерову атмосферу при брзини већој од 50 km/s, што је помогло да се умањи опасност од контаминирања планете Земаљским бактеријама.

## О мисији уопштено
Рад на летелици почео је 1977. године. Летелица је требало да буде лансирана у јануару 1982. на шатлу Колумбија, али је лансирање одложено за 1984. па 1985. и даље одлагано до 1989. Мисија се првобитно звала Јупитеров орбитер а касније преименована у Галилео.
Главни циљ мисије био је да орбитер две године испитује Јупитер и његове сателите. Сонда је орбитирала око Jупитера у издуженим орбитама и свака је трајала око два месеца. У току ових орбита летелица је снимала Јупитерову магнетосферу.
Летелица је такође снимала Јупитерове највеће сателите . Мисија је продужена 1997. године, a орбитер је наставио да испитује Европу и Ио. Најближи прилаз Јупитеру био је 2001. године на удаљености 180 километара од планете. 
Камере на орбитеру деактивиране су у јануару 2002. због превеликих оштећења. Касније су поправљене а утврђено је да је квар настао услед радијације. Орбитер је наставио да шаље податке на Земљу док није деорбитиран 2003. године. Последњи експеримент био је одређивање масе једног од мањих сателита, након чега је орбитер послат да се судари са Јупитером и уништи.

## Инструменти на орбитеру
Главна антена и инструменти за мерење енергетских поља и честица били су постављени на обртном делу летелице заједно са системом за напајање, модулом за погон и већином компјутера. 16 инструмената укупно је имало масу око 120 килограма. Орбитер је могао да испитује честице са малом и великом енергијом, плазму, космичку прашину, ултраљубичасто зрачење, а имао је уграђен и спектрометар којим је снимана атмосфера Јупитера и површина сателита. Вршене су разне хемијске анализе атмосфере и гасова у њој. Још један од инструмената био је радиометар за мерење рефлектоване енергије. Резолуција добијених снимака била је од 20 до 1.000 пута боља од резолуције снимака добијених са Војаџера захваљујући модернијим и осетљивијим ЦЦД сензорима.

## Галилејева сонда
Сонда је била дизајнирана за улазак у Јупитерову атмосферу, и састојала се од 6 инструмената укључујући интерферометар и радиометар. Била је тешка око 400 килограма и широко око 1,3 метра. Инструменти су били прекривени топлотним штитом, који је био неопходан да би се сонда остала неоштећена приликом улаза у атмосферу огромном брзином. Сам штит тежио је 150 килограма, скоро пола масе целе сонде, а током уласка у атмосферу изгорело је 80 кг штита.
Од орбитера, сонда се одвојила у јулу 1995. године, 5 месеци пре доласка до Јупитера. Овај улазак у атмосферу је најкопликованији који икада одрађен, узимајући у обзир да је гравитација на Јупитеру 230 пута јача него на Земљи. После два минута смањивања брзине сонде падобранима широким 2,5 метара, сонда је одбацила остатак топлотног штита на Јупитерову површину, а затим се спустила још 156 километара дубље у атмосферу. Сонда се спуштала читавих сат времена кроз атмосферу шаљући податке Земљи. Потешкоће су настале због јаког притиска у атмосфери и високе температуре од око 153 °C.
Подаци су се слали путем два трансмитера која су преносила 128 бита података по секунди. Сонда је на Јупитеру провела укупно 21 сат и послала 3,5 мегабита док није прегорела.

### Открића
Атмосфера је била топлија и турбулентнија него што се очекивало. Прво су изгорели падобрани а затим сви алуминијумски делови сонде.
Показано је да у Јупитеровој атмосфери има дупло мање хелијума него што је очекивано. Такође, добијени подаци доказали су да се атмосфера састоји од више него 3 слоја, како се раније мислило, пропушта много мање светлости и има мање воде него што се предвиђало, али много више ветрова и турбуленција. Чврсто тло никад није детектовано.